# Gotthelf Fischer von Waldheim
Johann Gotthelf Fischer von Waldheim (în rusă Григо́рий Ива́нович Фи́шер фон Ва́льдгейм, transliterat: Grigori Ivanovici Fișer fon Valdgheim; n. 13 octombrie 1771, Waldheim, Saxonia, Germania – d. 18 octombrie 1853, Moscova, Imperiul Rus) a fost un anatomist, entomolog și paleontolog germano-rus. Fischer s-a născut ca Gotthilf Fischer în Waldheim, Saxonia, fiul unui țesător de lenjerie. A studiat medicina la Leipzig.